# CNN Prima News
CNN Prima News (výslovnost [ˌsiːənˈən ˌpriːmə njuːz], stylizováno CNN Prima NEWS) je český zpravodajský kanál, patřící pod skupinu FTV Prima. Na základě partnerství se CNN International Commercial (CNNIC) poskytuje kontinuální českojazyčné zpravodajství.
Stanice začala vysílat 3. května 2020 v 18.55. Prvním pořadem byly Hlavní zprávy moderované Pavlem Štruncem a Veronikou Kubíčkovou.

## O stanici
Stanice po celý den vysílá kromě kontinuálního zpravodajství i další pořady, a to sedm dní v týdnu, a také zajišťuje zpravodajské obsahy i ostatním kanálům a on-line platformu skupiny Prima. Dostupná je v terestrickém vysílání i v nabídce kabelových a satelitních operátorů po celém území České republiky a Slovenské republiky; divákům přináší jak domácí, tak mezinárodní zpravodajství dodávané korporací CNN. Své sídlo v pražské zpravodajské ústředně má vybavené velmi moderním technickým zázemím. Studio stanice se rozprostírá na téměř 400 m², prostoru dominuje moderátorský pult se zabudovanou obrazovkou. Studio je laděné do modré, červené a bílé. Jako jediné v Česku je dvoupatrové.
Stanice uváděla, že bude vysílat zpravodajství světové úrovně, ovšem například podle komentáře z internetového časopisu Lupa.cz bylo první večerní vysílání sice plné technologických vychytávek, ale chyběl vlastní obsah.

## Tým
Ředitelem kanálu se stal bývalý šéfredaktor zpravodajství v Českém rozhlasu Martin Ondráček, jeho hlavním úkolem byla příprava a spuštění celého projektu. Martin Ondráček ze své funkce odstoupil k 30. listopadu 2019. Pozice ředitele kanálu zanikla a místo ní byla vytvořena Redakční rada CNN Prima News ve složení Eliška Čeřovská (ředitelka News Production), Petra Benešová (ředitelka News Gathering) a Tomáš Večeřa (ředitel Online News). Od 1. září 2020 nahradil Elišku Čeřovskou a Petru Benešovou Pavel Štrunc, který se stal šéfredaktorem stanice a kterého v moderování Hlavních zpráv nahradil Jaroslav Brousil. Jeho zástupcem je Tomáš Večeřa, ředitel on-line sekce projektu. Tato Rada se zodpovídá přímo generálnímu řediteli skupiny Prima Marku Singerovi.
Dne 11. září 2019 bylo oficiálně potvrzeno, že jednou z tváří bude dosavadní moderátorka pořadu Střepiny na TV Nova Markéta Fialová. V lednu bylo oznámeno, že druhou tváří bude moderátor Libor Bouček, který opustil Evropu 2. Dále se součástí týmu stali například Marie Bastlová (Český rozhlas), Lucie Hrdličková (Forbes), Pavlína Wolfová (Vltava Labe Media), Markéta Dobiášová (Česká televize, Reportéři ČT), Pavel Štrunc (Info.cz), Jaroslav Brousil (Seznam Zprávy), Martina Kuzdasová (TV Nova), Tomáš Vojáček, Václav Crhonek a Vítězslav Komenda (všichni TV Nova, Střepiny).
Dalšími tvářemi stanice jsou Josef Kluge, Veronika Kubíčková, Václav Janata, Michal Janotka, Ondřej Pořízek, Karel Voříšek, Klára Doležalová, Gabriela Lašková, Terezie Tománková, Sandra Pospíšilová, Eva Perkausová, Laďka Něrgešová, Roman Šebrle, Petr Vágner, Ondřej Lípa, Tomáš Vzorek, Marek Kafka, Soňa Porupková, Pavlína Kosová, Lucie Čermáková, Michal Půr, Petr Suchoň, Petra Vintrová, Jan Sedmidubský, Jaroslav Gavenda, Michal Cagala, Šimon Pilek nebo Nikola Bojčev.
V závěru roku 2020 z nejasných důvodů tým některé tváře opustily. Mezi nimi Marie Bastlová, Vítězslav Komenda, Pavla Lioliasová nebo Nina Ortová.

## Program

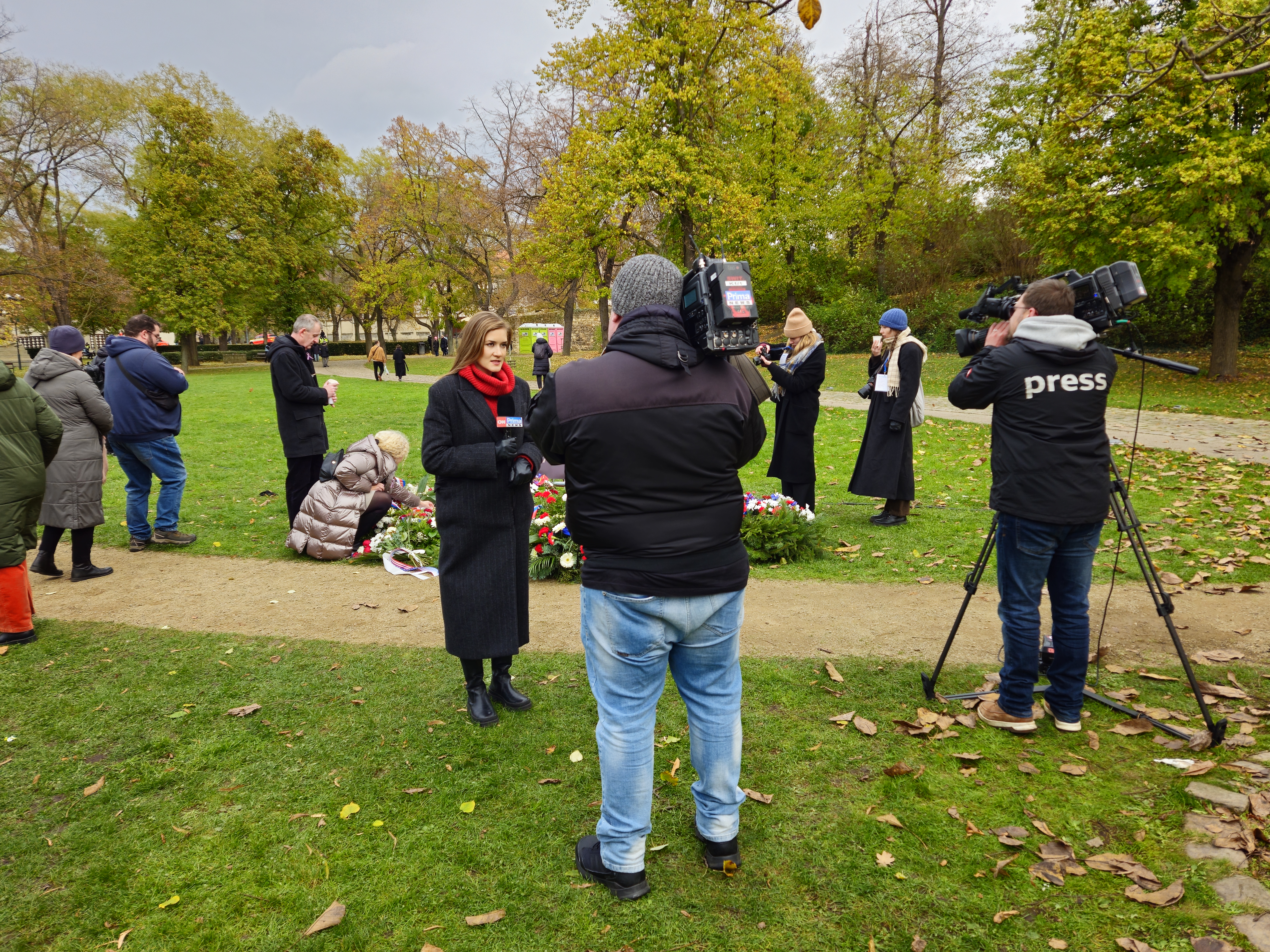
Tým CNN Prima News na Vyšehradském purkrabství, během vzpomínkové akce uspořádané ve věci 35. výročí událostí Sametové revoluce (17.11.2024).

Denně se vysílá 15 velkých pořadů. Složité problémy jsou popisovány prostřednictvím příběhů běžných lidí, zpravodajství je tvořeno směsí seriózních a odlehčujících informací. Stanice nabízí objektivní české zpravodajství na světové úrovni, které má být svižné, srozumitelné a zábavnější. Díky spolupráci se CNN získává přístup k zahraničním materiálům, česká redakce dodává informace o dění v Česku. Jelikož se jedná o komerční stanici, jsou do vysílání zařazovány reklamy.

### Vysílané pořady
- 360° – všední dny ve 21:30. Jde o shrnutí dne, ve kterém se střídají moderátoři Pavlína Wolfová a Michal Půr nebo jiní moderátoři, například Lucie Čermáková.[17]
- BYZNYS – seznamuje diváky s investicemi.
- Co Čech, to politik! – diskusní pořad, v němž představitelé veřejného života vyjadřují názory na aktuální společenské dění.
- Co na to ministr – 3x do měsíce, vždy ve středu, ve 21:00 nabízí názory ministrů.
- Co na to premiér – pořad, kde se premiér Petr Fiala se vyjadřuje k aktuální situaci.
- Co na to vaše peněženka – ekonomický diskusní pořad.
- CNN Prima Gaming – aktuality ze světa her.
- ENTER – přináší technologické novinky.
- Generace deprese – videopodcast o problémech, které trápí děti a rodiče. Moderuje Terezie Tománková.
- Hlasy zločinu – videopodcast, který se zaměřuje na ty největší kriminalistické kauzy v českých dějinách.
- Hlavní zprávy – současně vysílané i na TV Prima. Moderují je Karel Voříšek s Klárou Doležalovou, Roman Šebrle se Soňou Porupkovou a Petr Suchoň s Evou Perkausovou.[18]. Trvají 45 minut.
- Interview – tematické rozhovory. Moderují Pavlína Kosová, Anna Kadavá, Lucie Hrdličková.
- Interview PLUS
- K věci – podrobný rozbor aktuálních událostí s významnými postavami. Vždy ve všední dny živě ve 12:30 a v repríze ve 18.35. Moderují Lucie Čermáková a Tomáš Vzorek.
- KB Interview – pořad Martina Moravce.
- Krimi zprávy – vysílané každý všední den v 16.30 na CNN Prima News a od 19.40 souběžně na TV Prima. Moderují Michal Janotka, Václav Janata, Matěj Rychlý, Eva Jarkovská a Ondřej Pořízek.
- Nový den – 3hodinový pořad, vysílaný každý všední den od 5:55 do 9:00.
- Partie Terezie Tománkové – 2hodinový diskuzní pořad. První hodina souběžně na TV Prima i CNN Prima News, druhá již jen na CNN Prima News. Moderuje Terezie Tománková.
- Počasí – prezentováno meteorology ČHMÚ, pořadem provází celkem deset meteorologů.[19]
- Povídej – rozhovory s jedním hostem o životě.
- Prima ČESKO – reportáže z nejzajímavějších míst naší země.
- Prima MĚSTO – reportáže z měst, které jsou naším domovem. Moderuje Markéta Fialová.
- Prima SVĚT – jeden z nejstarších pořadů TV Prima je vysílán v neděli v 9.25. Moderují Josef Kluge a Anna Kadavá.
- Prima SVĚT dnes – zprávy ze zahraničí.
- Showtime – magazín ze světa celebrit, vysílaný každý den v 19.55 současně i na TV Prima.
- Showtime magazín
- Sport – moderují Petr Vágner, Radka Rosická, Tomáš Vzorek, Marek Kafka a Jiří Ježek.
- Svět financí s Trinity Bank – rady a tipy, jak mít zdravé finance. Hostem vždy ekonom Lukáš Kovanda.
- Zprávy – kontinuální zpravodajství. Moderují Jaroslav Brousil, Josef Kluge, Petr Převrátil, Monika Rusová a Josef Mádle.
- Zprávy PLUS – kontinuální zpravodajství vysílané po Zprávách. Většinou debata o tom, co bylo sděleno v posledním vydání pořadu Zprávy.
- Zprávy z regionů – regionální zpravodajství moderované Markétou Fialovou.
- Prima LÉTO – pořad vytvořený k létu 2024. Zajímavé typy, kam jet v létě na výlet.
- Prima ARCHIV – historie vysílání FTV Prima.

### Zrušené pořady
- 24 hodin – americký dokumentární seriál Jamese Williamse.
- Amanpour – akviziční pořad známé novinářky CNN Christiane Amanpourové.
- Byznys podle Richarda Questa – akviziční pořad moderátora CNN Richarda Questa.
- Cestovní byznys Richarda Questa – britsko-americký dokumentární seriál.
- CNN Style – americký magazín.
- Hausbot Petra Horkého – český dokumentární seriál.
- Hollywoodské hvězdy – akviziční pořad Close Up, každý ze 105 dílů sleduje jednu hollywoodskou celebritu a její běžný život.
- Krimi Svět – shrnutí světových krimi zpráv.
- Questovy divy světa – cestovatelský pořad Richarda Questa.
- Silný hlas Markéty Fialové – zpravodajsko-publicistická talk show Markéty Fialové založená na zajímavých a výrazných osobnostech, premiérově vysílaná každý všední den od května do června 2020.[20]
- Sport bez hranic – americký dokumentární seriál.
- Svět vědy – ruský dokumentární seriál.
- Takový je život – americký dokumentární seriál.